# ホウキギク
ホウキギク（箒菊、学名: Aster subulatus var. subulatus）は、キク科シオン属の1年草。空き地や道端などに生える雑草。
和名は、細かく分かれた上部の枝を箒に見立てたことから。

## 特徴
花の枝の角度は30 - 60°。
葉の基部が少し茎を抱く。
舌状花は白色。冠毛が筒状花より長く、花後はさらに伸びる。

### 変種・雑種
- ヒロハホウキギク Aster subulatus var. sandwicensis - 舌状花はピンク。
- オオホウキギク Aster subulatus var. elongatus
- ムラサキホウキギク Aster subulatus var. sandwicensis x var. subulatus - ホウキギクとヒロハホウキギクの雑種。舌状花は淡紫色。
- オソザキホウキギク Aster subulatus var. elongatus x var. sandwicensis - ヒロハホウキギクとオオホウキギクの雑種。

## 分布・生育地
北アメリカ原産で、日本では大正時代に確認された帰化植物。